# Parasemia alascensis
Parasemia alascensis är en fjärilsart som beskrevs av Richard Harper Stretch 1906. Parasemia alascensis ingår i släktet Parasemia och familjen björnspinnare. Inga underarter finns listade i Catalogue of Life.